# 노랑부리까마귀

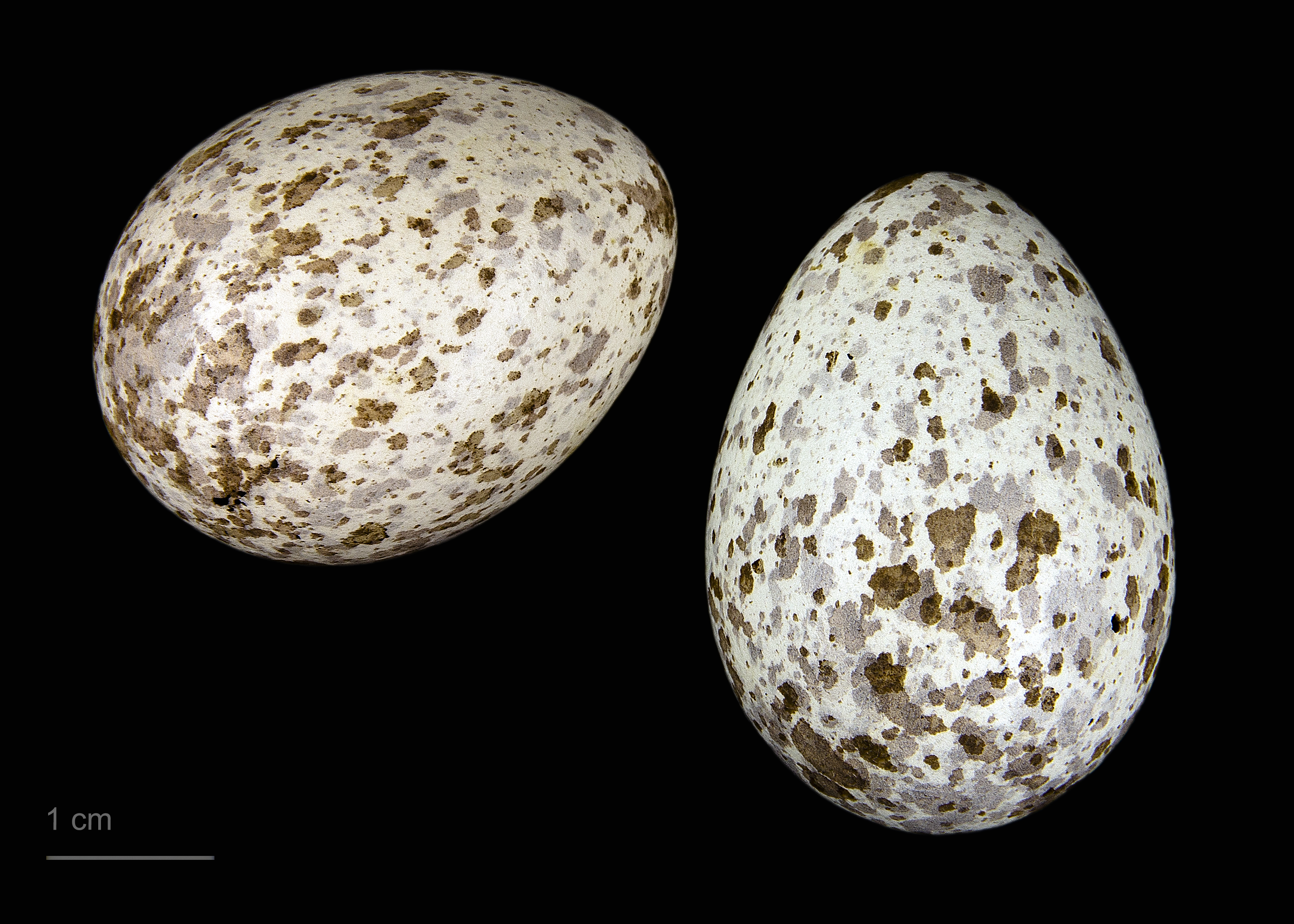
Pyrrhocorax graculus graculus

노란부리까마귀(Alpine chough)는 까마귀의 일종이다. 스페인 동쪽부터 서쪽 유럽, 북아프리카, 중앙아시아, 네팔까지 서식한다. 다른 어떤 새들보다 높은 곳에 둥지를 짓는다. 부리가 노란색이어서 노란부리 까마귀라고 한다. 노란부리 까마귀는 짧은 노란 부리와 빨간 다리를 가지고 있다. 주로 딱정벌레, 달팽이, 메뚜기 등을 먹는다.